# Gand-Wevelgem 1989
La Gand-Wevelgem 1989, cinquantunesima edizione della corsa, si svolse il 5 aprile 1989, per un percorso totale di 276 km. Fu vinta dall'olandese Gerrit Solleveld, al traguardo con il tempo di 6h29'00" alla media di 42,571 km/h.
Alla partenza con 197 ciclisti, di cui 91 tagliarono il traguardo.

## Ordine d'arrivo (Top 10)
| Pos. | Corridore         | Squadra            | Tempo    |
| ---- | ----------------- | ------------------ | -------- |
| 1    | Gerrit Solleveld  | Superconfex        | 6h29'00" |
| 2    | Sean Yates        | 7-Eleven           | s.t.     |
| 3    | Rolf Sørensen     | Ariostea           | a 11"    |
| 4    | Eric Vanderaerden | Panasonic          | s.t.     |
| 5    | Frank Pirard      | Histor-Sigma       | s.t.     |
| 6    | Dirk De Wolf      | Hitachi            | s.t.     |
| 7    | Adriano Baffi     | Ariostea           | s.t.     |
| 8    | Wilfried Peeters  | Histor-Sigma       | s.t.     |
| 9    | Jan Van Camp      | Mini Flat-Isoglass | s.t.     |
| 10   | Jozef Lieckens    | Hitachi            | s.t.     |